# Maria Bartiromo
Maria Sara Bartiromo (* 11. září 1967, Brooklyn, New York) je televizní moderátorka a spisovatelka italsko-amerického původu. Moderuje pořady Mornings with Maria a Maria Bartiromo's Wall Street na síti Fox Business a nedělní pořad Sunday Morning Futures na Fox News.
Pracovala pět let pro televizi CNN a poté dvacet let pro CNBC. V roce 2013 přešla k televizním stanicím Fox Business a Fox News. V televizi CNBC moderovala pořady Closing Bell („Zvonec na závěr burzovního dne“) a On the Money with Maria Bartiromo („O penězích s Marií B.“).